# 4e étape du Tour d'Italie 2020
Pour un article plus général, voir Tour d'Italie 2020.
La 4e étape du Tour d'Italie 2020 se déroule le mardi 6 octobre 2020 entre Catane et Villafranca Tirrena, sur une distance de 140 km.

## Déroulement de la course
Simon Pellaud (Androni Giocattoli-Sidermec), Marco Frapporti (Vini Zabù-KTM) et Kamil Gradek (CCC Team) s'échappent. Au premier sprint intermédiaire, Fernando Gaviria (UAE Emirates) remporte le sprint pour la 4e place, devant Michael Matthews, Peter Sagan et le maillot cyclamen. Dans l'ascension du Portella Mandrazzi, l'équipe Bora-Hansgrohe durcit la course, Gaviria est distancé à 5 km du sommet. Elia Viviani (Cofidis) et Álvaro Hodeg (Deceuninck-Quick Step) sont eux lâché un peu plus loin. Pellaud part seul dans le dernier kilomètre d'ascension. Dans la descente, le groupe Viviani parvient à recoller sur le peloton, mais pas le groupe Gaviria, tandis que Frapporti et Gradek sont repris. Au second sprint intermédiaire, le maillot rose va chercher les bonifications de la 2e place, juste devant son coéquipier Davide Ballerini. Le champion de France Arnaud Démare (Groupama-FDJ) s'impose au sprint à la photo-finish devant Peter Sagan et Davide Ballerini. Il devient ainsi le premier champion de France à s'imposer sur le Giro depuis Laurent Jalabert en 1999. Sagan devient le leader du classement par points. João Almeida conserve la tête du classement général, avec désormais 2 secondes d'avance sur Jonathan Caicedo et 39 sur Peio Bilbao.

## Résultats

### Classement de l'étape
| \| Classement de l'étape \| Classement de l'étape \| Classement de l'étape \| Classement de l'étape \| Classement de l'étape \| \| Coureur \| Coureur \| Pays \| Équipe \| Temps \| \| --------------------- \| --------------------- \| --------------------- \| ---------------------- \| --------------------- \| \| 1er \| Arnaud Démare \| France \| Groupama-FDJ \| 3 h 22 min 13 s \| \| 2e \| Peter Sagan \| Slovaquie \| Bora-Hansgrohe \| + 0 s \| \| 3e \| Davide Ballerini \| Italie \| Deceuninck-Quick Step \| + 0 s \| \| 4e \| Andrea Vendrame \| Italie \| AG2R La Mondiale \| + 0 s \| \| 5e \| Elia Viviani \| Italie \| Cofidis \| + 0 s \| \| 6e \| Stefano Oldani \| Italie \| Lotto-Soudal \| + 0 s \| \| 7e \| Davide Cimolai \| Italie \| Israel Start-Up Nation \| + 0 s \| \| 8e \| Michael Matthews \| Australie \| Team Sunweb \| + 0 s \| \| 9e \| Filippo Fiorelli \| Italie \| Bardiani CSF Faizanè \| + 0 s \| \| 10e \| Enrico Battaglin \| Italie \| Bahrain McLaren \| + 0 s \| |                  |           |                        |                 |
| |                  |           |                        |                 |
| Source : ProCyclingStats |                  |           |                        |                 |
| Classement de l'étape |                  |           |                        |                 |
| Coureur | Coureur          | Pays      | Équipe                 | Temps           |
| 1er | Arnaud Démare    | France    | Groupama-FDJ           | 3 h 22 min 13 s |
| 2e | Peter Sagan      | Slovaquie | Bora-Hansgrohe         | + 0 s           |
| 3e | Davide Ballerini | Italie    | Deceuninck-Quick Step  | + 0 s           |
| 4e | Andrea Vendrame  | Italie    | AG2R La Mondiale       | + 0 s           |
| 5e | Elia Viviani     | Italie    | Cofidis                | + 0 s           |
| 6e | Stefano Oldani   | Italie    | Lotto-Soudal           | + 0 s           |
| 7e | Davide Cimolai   | Italie    | Israel Start-Up Nation | + 0 s           |
| 8e | Michael Matthews | Australie | Team Sunweb            | + 0 s           |
| 9e | Filippo Fiorelli | Italie    | Bardiani CSF Faizanè   | + 0 s           |
| 10e | Enrico Battaglin | Italie    | Bahrain McLaren        | + 0 s           |

### Points attribués pour le classement par points
| Sprint intermédiaire Francavilla di Sicilia (km 55,8) | Sprint intermédiaire Francavilla di Sicilia (km 55,8) | Sprint intermédiaire Francavilla di Sicilia (km 55,8) | Sprint intermédiaire Francavilla di Sicilia (km 55,8) | Sprint intermédiaire Francavilla di Sicilia (km 55,8) |
| ----------------------------------------------------- | ----------------------------------------------------- | ----------------------------------------------------- | ----------------------------------------------------- | ----------------------------------------------------- |
|                                                       | Coureur                                               | Pays                                                  | Équipe                                                | Point(s)                                              |
| 1er                                                   | Marco Frapporti                                       | Italie                                                | Vini Zabù-KTM                                         | 12                                                    |
| 2e                                                    | Simon Pellaud                                         | Suisse                                                | Androni Giocattoli-Sidermec                           | 8                                                     |
| 3e                                                    | Kamil Gradek                                          | Pologne                                               | CCC Team                                              | 6                                                     |
| 4e                                                    | Fernando Gaviria                                      | Colombie                                              | UAE Emirates                                          | 5                                                     |
| 5e                                                    | Michael Matthews                                      | Australie                                             | Sunweb                                                | 4                                                     |
| 6e                                                    | Peter Sagan                                           | Slovaquie                                             | Bora-Hansgrohe                                        | 3                                                     |
| 7e                                                    | Diego Ulissi                                          | Italie                                                | UAE Emirates                                          | 2                                                     |
| 8e                                                    | Patrick Gamper                                        | Autriche                                              | Bora-Hansgrohe                                        | 1                                                     |
| modifier                                              |                                                       |                                                       |                                                       |                                                       |

| Arrivée d'étape Roccaraso (km 207) | Arrivée d'étape Roccaraso (km 207) | Arrivée d'étape Roccaraso (km 207) | Arrivée d'étape Roccaraso (km 207) | Arrivée d'étape Roccaraso (km 207) |
| ---------------------------------- | ---------------------------------- | ---------------------------------- | ---------------------------------- | ---------------------------------- |
|                                    | Coureur                            | Pays                               | Équipe                             | Point(s)                           |
| 1er                                | Arnaud Démare                      | France                             | Groupama-FDJ                       | 50                                 |
| 2e                                 | Peter Sagan                        | Slovaquie                          | Bora-Hansgrohe                     | 35                                 |
| 3e                                 | Davide Ballerini                   | Italie                             | Deceuninck-Quick Step              | 25                                 |
| 4e                                 | Andrea Vendrame                    | Italie                             | AG2R La Mondiale                   | 18                                 |
| 5e                                 | Elia Viviani                       | Italie                             | Cofidis, Solutions Crédits         | 14                                 |
| 6e                                 | Stefano Oldani                     | Italie                             | Lotto-Soudal                       | 12                                 |
| 7e                                 | Davide Cimolai                     | Italie                             | Israel Start-Up Nation             | 10                                 |
| 8e                                 | Michael Matthews                   | Australie                          | Sunweb                             | 8                                  |
| 9e                                 | Filippo Fiorelli                   | Italie                             | Bardiani CSF Faizanè               | 7                                  |
| 10e                                | Enrico Battaglin                   | Italie                             | Bahrain-McLaren                    | 6                                  |
| 11e                                | Jhonatan Restrepo                  | Colombie                           | Androni Giocattoli-Sidermec        | 5                                  |
| 12e                                | Brandon McNulty                    | États-Unis                         | UAE Emirates Team                  | 4                                  |
| 13e                                | Sean Bennett                       | États-Unis                         | EF Pro Cycling                     | 3                                  |
| 14e                                | Josef Černý                        | Tchéquie                           | CCC Team                           | 2                                  |
| 15e                                | Jacopo Mosca                       | Italie                             | Trek-Segafredo                     | 1                                  |
| modifier                           |                                    |                                    |                                    |                                    |

### Points attribués pour le classement du meilleur grimpeur
| \| Portella Mandrazzi (km 75,4) 3e catégorie (12,4 km à 5,2%) \| Portella Mandrazzi (km 75,4) 3e catégorie (12,4 km à 5,2%) \| Portella Mandrazzi (km 75,4) 3e catégorie (12,4 km à 5,2%) \| Portella Mandrazzi (km 75,4) 3e catégorie (12,4 km à 5,2%) \| Portella Mandrazzi (km 75,4) 3e catégorie (12,4 km à 5,2%) \| \| ---------------------------------------------------------- \| ---------------------------------------------------------- \| ---------------------------------------------------------- \| ---------------------------------------------------------- \| ---------------------------------------------------------- \| \| \| Coureur \| Pays \| Équipe \| Point(s) \| \| 1er \| Simon Pellaud \| Suisse \| Androni Giocattoli-Sidermec \| 9 \| \| 2e \| Marco Frapporti \| Italie \| Vini Zabù-KTM \| 4 \| \| 3e \| Kamil Gradek \| Pologne \| CCC Team \| 2 \| \| 4e \| Giulio Ciccone \| Italie \| Trek-Segafredo \| 1 \| \| modifier \| \| \| \| \| |                 |         |                             |          |
| Portella Mandrazzi (km 75,4) 3e catégorie (12,4 km à 5,2%) |                 |         |                             |          |
| | Coureur         | Pays    | Équipe                      | Point(s) |
| 1er | Simon Pellaud   | Suisse  | Androni Giocattoli-Sidermec | 9        |
| 2e | Marco Frapporti | Italie  | Vini Zabù-KTM               | 4        |
| 3e | Kamil Gradek    | Pologne | CCC Team                    | 2        |
| 4e | Giulio Ciccone  | Italie  | Trek-Segafredo              | 1        |
| modifier |                 |         |                             |          |

### Points attribués pour le classement des sprints intermédiaires
| Sprint intermédiaire Francavilla di Sicilia (km 55,8) | Sprint intermédiaire Francavilla di Sicilia (km 55,8) | Sprint intermédiaire Francavilla di Sicilia (km 55,8) | Sprint intermédiaire Francavilla di Sicilia (km 55,8) | Sprint intermédiaire Francavilla di Sicilia (km 55,8) |
| ----------------------------------------------------- | ----------------------------------------------------- | ----------------------------------------------------- | ----------------------------------------------------- | ----------------------------------------------------- |
|                                                       | Coureur                                               | Pays                                                  | Équipe                                                | Point(s)                                              |
| 1er                                                   | Marco Frapporti                                       | Italie                                                | Vini Zabù-KTM                                         | 10                                                    |
| 2e                                                    | Simon Pellaud                                         | Suisse                                                | Androni Giocattoli-Sidermec                           | 6                                                     |
| 3e                                                    | Kamil Gradek                                          | Pologne                                               | CCC Team                                              | 3                                                     |
| 4e                                                    | Fernando Gaviria                                      | Colombie                                              | UAE Emirates                                          | 2                                                     |
| 5e                                                    | Michael Matthews                                      | Australie                                             | Sunweb                                                | 1                                                     |
| modifier                                              |                                                       |                                                       |                                                       |                                                       |

| Sprint intermédiaire Barcellona Pozzo di Gotto (km 114) | Sprint intermédiaire Barcellona Pozzo di Gotto (km 114) | Sprint intermédiaire Barcellona Pozzo di Gotto (km 114) | Sprint intermédiaire Barcellona Pozzo di Gotto (km 114) | Sprint intermédiaire Barcellona Pozzo di Gotto (km 114) |
| ------------------------------------------------------- | ------------------------------------------------------- | ------------------------------------------------------- | ------------------------------------------------------- | ------------------------------------------------------- |
|                                                         | Coureur                                                 | Pays                                                    | Équipe                                                  | Point(s)                                                |
| 1er                                                     | Simon Pellaud                                           | Suisse                                                  | Androni Giocattoli-Sidermec                             | 10                                                      |
| 2e                                                      | João Almeida                                            | Portugal                                                | Deceuninck-Quick Step                                   | 6                                                       |
| 3e                                                      | Davide Ballerini                                        | Italie                                                  | Deceuninck-Quick Step                                   | 3                                                       |
| 4e                                                      | Jonathan Caicedo                                        | Équateur                                                | EF Pro Cycling                                          | 2                                                       |
| 5e                                                      | Victor Campenaerts                                      | Belgique                                                | NTT Pro Cycling                                         | 1                                                       |
| modifier                                                |                                                         |                                                         |                                                         |                                                         |

### Bonifications
|   | Coureur          | Pays     | Équipe                      | Secondes |
| - | ---------------- | -------- | --------------------------- | -------- |
| 1 | Simon Pellaud    | Suisse   | Androni Giocattoli-Sidermec | 3 s      |
| 2 | João Almeida     | Portugal | Deceuninck-Quick Step       | 2 s      |
| 3 | Davide Ballerini | Italie   | Deceuninck-Quick Step       | 1 s      |

|   | Coureur          | Pays      | Équipe                | Secondes |
| - | ---------------- | --------- | --------------------- | -------- |
| 1 | Arnaud Démare    | France    | Groupama-FDJ          | 10 s     |
| 2 | Peter Sagan      | Slovaquie | Bora-Hansgrohe        | 6 s      |
| 3 | Davide Ballerini | Italie    | Deceuninck-Quick Step | 4 s      |

## Classements à l'issue de l'étape

### Classement général
| \| Classement général \| Classement général \| Classement général \| Classement général \| Classement général \| \| Coureur \| Coureur \| Pays \| Équipe \| Temps \| \| ------------------ \| ------------------ \| ------------------ \| --------------------- \| ------------------ \| \| 1er \| João Almeida \| Portugal \| Deceuninck-Quick Step \| 11 h 06 min 36 s \| \| 2e \| Jonathan Caicedo \| Équateur \| EF Pro Cycling \| + 2 s \| \| 3e \| Pello Bilbao \| Espagne \| Bahrain McLaren \| + 39 s \| \| 4e \| Wilco Kelderman \| Pays-Bas \| Team Sunweb \| + 44 s \| \| 5e \| Harm Vanhoucke \| Belgique \| Lotto-Soudal \| + 55 s \| \| 6e \| Vincenzo Nibali \| Italie \| Trek-Segafredo \| + 57 s \| \| 7e \| Domenico Pozzovivo \| Italie \| NTT Pro Cycling \| + 1 min 01 s \| \| 8e \| Brandon McNulty \| États-Unis \| UAE Team Emirates \| + 1 min 13 s \| \| 9e \| Jakob Fuglsang \| Danemark \| Astana \| + 1 min 15 s \| \| 10e \| Steven Kruijswijk \| Pays-Bas \| Jumbo-Visma \| + 1 min 17 s \| |                    |            |                       |                  |
| |                    |            |                       |                  |
| Source : ProCyclingStats |                    |            |                       |                  |
| Classement général |                    |            |                       |                  |
| Coureur | Coureur            | Pays       | Équipe                | Temps            |
| 1er | João Almeida       | Portugal   | Deceuninck-Quick Step | 11 h 06 min 36 s |
| 2e | Jonathan Caicedo   | Équateur   | EF Pro Cycling        | + 2 s            |
| 3e | Pello Bilbao       | Espagne    | Bahrain McLaren       | + 39 s           |
| 4e | Wilco Kelderman    | Pays-Bas   | Team Sunweb           | + 44 s           |
| 5e | Harm Vanhoucke     | Belgique   | Lotto-Soudal          | + 55 s           |
| 6e | Vincenzo Nibali    | Italie     | Trek-Segafredo        | + 57 s           |
| 7e | Domenico Pozzovivo | Italie     | NTT Pro Cycling       | + 1 min 01 s     |
| 8e | Brandon McNulty    | États-Unis | UAE Team Emirates     | + 1 min 13 s     |
| 9e | Jakob Fuglsang     | Danemark   | Astana                | + 1 min 15 s     |
| 10e | Steven Kruijswijk  | Pays-Bas   | Jumbo-Visma           | + 1 min 17 s     |

| Classement par points | Classement par points | Classement par points | Classement par points | Classement par points |
| Coureur               | Coureur               | Pays                  | Équipe                | Points                |
| --------------------- | --------------------- | --------------------- | --------------------- | --------------------- |
| 1er                   | Peter Sagan           | Slovaquie             | Bora-Hansgrohe        | 57 pts                |
| 2e                    | Arnaud Démare         | France                | Groupama-FDJ          | 52 pts                |
| 3e                    | Diego Ulissi          | Italie                | UAE Team Emirates     | 27 pts                |
| 4e                    | Davide Ballerini      | Italie                | Deceuninck-Quick Step | 25 pts                |
| 5e                    | Jonathan Caicedo      | Équateur              | EF Pro Cycling        | 23 pts                |
| 6e                    | Michael Matthews      | Australie             | Team Sunweb           | 20 pts                |
| 7e                    | Andrea Vendrame       | Italie                | AG2R La Mondiale      | 18 pts                |
| 8e                    | João Almeida          | Portugal              | Deceuninck-Quick Step | 17 pts                |
| 9e                    | Giovanni Visconti     | Italie                | Vini Zabù-Brado-KTM   | 16 pts                |
| 10e                   | Filippo Ganna         | Italie                | Ineos Grenadiers      | 15 pts                |

| Classement par points | Classement par points | Classement par points | Classement par points | Classement par points |
| Coureur               | Coureur               | Pays                  | Équipe                | Points                |
| --------------------- | --------------------- | --------------------- | --------------------- | --------------------- |
| 1er                   | Peter Sagan           | Slovaquie             | Bora-Hansgrohe        | 57 pts                |
| 2e                    | Arnaud Démare         | France                | Groupama-FDJ          | 52 pts                |
| 3e                    | Diego Ulissi          | Italie                | UAE Team Emirates     | 27 pts                |
| 4e                    | Davide Ballerini      | Italie                | Deceuninck-Quick Step | 25 pts                |
| 5e                    | Jonathan Caicedo      | Équateur              | EF Pro Cycling        | 23 pts                |
| 6e                    | Michael Matthews      | Australie             | Team Sunweb           | 20 pts                |
| 7e                    | Andrea Vendrame       | Italie                | AG2R La Mondiale      | 18 pts                |
| 8e                    | João Almeida          | Portugal              | Deceuninck-Quick Step | 17 pts                |
| 9e                    | Giovanni Visconti     | Italie                | Vini Zabù-Brado-KTM   | 16 pts                |
| 10e                   | Filippo Ganna         | Italie                | Ineos Grenadiers      | 15 pts                |

| Classement de la montagne | Classement de la montagne | Classement de la montagne | Classement de la montagne   | Classement de la montagne |
| Coureur                   | Coureur                   | Pays                      | Équipe                      | Points                    |
| ------------------------- | ------------------------- | ------------------------- | --------------------------- | ------------------------- |
| 1er                       | Jonathan Caicedo          | Équateur                  | EF Pro Cycling              | 40 pts                    |
| 2e                        | Giovanni Visconti         | Italie                    | Vini Zabù-Brado-KTM         | 18 pts                    |
| 3e                        | Harm Vanhoucke            | Belgique                  | Lotto-Soudal                | 12 pts                    |
| 4e                        | Simon Pellaud             | Suisse                    | Androni Giocattoli-Sidermec | 9 pts                     |
| 5e                        | Wilco Kelderman           | Pays-Bas                  | Team Sunweb                 | 9 pts                     |
| 6e                        | Jakob Fuglsang            | Danemark                  | Astana                      | 6 pts                     |
| 7e                        | Rafał Majka               | Pologne                   | Bora-Hansgrohe              | 4 pts                     |
| 8e                        | Peter Sagan               | Slovaquie                 | Bora-Hansgrohe              | 4 pts                     |
| 9e                        | Marco Frapporti           | Italie                    | Vini Zabù-Brado-KTM         | 4 pts                     |
| 10e                       | Diego Ulissi              | Italie                    | UAE Team Emirates           | 3 pts                     |

| Classement de la montagne | Classement de la montagne | Classement de la montagne | Classement de la montagne   | Classement de la montagne |
| Coureur                   | Coureur                   | Pays                      | Équipe                      | Points                    |
| ------------------------- | ------------------------- | ------------------------- | --------------------------- | ------------------------- |
| 1er                       | Jonathan Caicedo          | Équateur                  | EF Pro Cycling              | 40 pts                    |
| 2e                        | Giovanni Visconti         | Italie                    | Vini Zabù-Brado-KTM         | 18 pts                    |
| 3e                        | Harm Vanhoucke            | Belgique                  | Lotto-Soudal                | 12 pts                    |
| 4e                        | Simon Pellaud             | Suisse                    | Androni Giocattoli-Sidermec | 9 pts                     |
| 5e                        | Wilco Kelderman           | Pays-Bas                  | Team Sunweb                 | 9 pts                     |
| 6e                        | Jakob Fuglsang            | Danemark                  | Astana                      | 6 pts                     |
| 7e                        | Rafał Majka               | Pologne                   | Bora-Hansgrohe              | 4 pts                     |
| 8e                        | Peter Sagan               | Slovaquie                 | Bora-Hansgrohe              | 4 pts                     |
| 9e                        | Marco Frapporti           | Italie                    | Vini Zabù-Brado-KTM         | 4 pts                     |
| 10e                       | Diego Ulissi              | Italie                    | UAE Team Emirates           | 3 pts                     |

| Classement du meilleur jeune | Classement du meilleur jeune | Classement du meilleur jeune | Classement du meilleur jeune | Classement du meilleur jeune |
| Coureur                      | Coureur                      | Pays                         | Équipe                       | Temps                        |
| ---------------------------- | ---------------------------- | ---------------------------- | ---------------------------- | ---------------------------- |
| 1er                          | João Almeida                 | Portugal                     | Deceuninck-Quick Step        | 11 min 07 s                  |
| 2e                           | Harm Vanhoucke               | Belgique                     | Lotto-Soudal                 | + 55 s                       |
| 3e                           | Brandon McNulty              | États-Unis                   | UAE Team Emirates            | + 1 min 13 s                 |
| 4e                           | Jai Hindley                  | Australie                    | Team Sunweb                  | + 1 min 29 s                 |
| 5e                           | James Knox                   | Royaume-Uni                  | Deceuninck-Quick Step        | + 1 min 42 s                 |
| 6e                           | Sergio Samitier              | Espagne                      | Movistar Team                | + 2 min 08 s                 |
| 7e                           | Lucas Hamilton               | Australie                    | Mitchelton-Scott             | + 2 min 43 s                 |
| 8e                           | Tao Geoghegan Hart           | Royaume-Uni                  | Ineos Grenadiers             | + 3 min 14 s                 |
| 9e                           | Aurélien Paret-Peintre       | France                       | AG2R La Mondiale             | + 4 min 13 s                 |
| 10e                          | Giovanni Carboni             | Italie                       | Bardiani CSF Faizanè         | + 4 min 27 s                 |

| Classement du meilleur jeune | Classement du meilleur jeune | Classement du meilleur jeune | Classement du meilleur jeune | Classement du meilleur jeune |
| Coureur                      | Coureur                      | Pays                         | Équipe                       | Temps                        |
| ---------------------------- | ---------------------------- | ---------------------------- | ---------------------------- | ---------------------------- |
| 1er                          | João Almeida                 | Portugal                     | Deceuninck-Quick Step        | 11 min 07 s                  |
| 2e                           | Harm Vanhoucke               | Belgique                     | Lotto-Soudal                 | + 55 s                       |
| 3e                           | Brandon McNulty              | États-Unis                   | UAE Team Emirates            | + 1 min 13 s                 |
| 4e                           | Jai Hindley                  | Australie                    | Team Sunweb                  | + 1 min 29 s                 |
| 5e                           | James Knox                   | Royaume-Uni                  | Deceuninck-Quick Step        | + 1 min 42 s                 |
| 6e                           | Sergio Samitier              | Espagne                      | Movistar Team                | + 2 min 08 s                 |
| 7e                           | Lucas Hamilton               | Australie                    | Mitchelton-Scott             | + 2 min 43 s                 |
| 8e                           | Tao Geoghegan Hart           | Royaume-Uni                  | Ineos Grenadiers             | + 3 min 14 s                 |
| 9e                           | Aurélien Paret-Peintre       | France                       | AG2R La Mondiale             | + 4 min 13 s                 |
| 10e                          | Giovanni Carboni             | Italie                       | Bardiani CSF Faizanè         | + 4 min 27 s                 |

| Classement par équipes | Classement par équipes | Classement par équipes | Classement par équipes |
| Équipe                 | Équipe                 | Pays                   | Temps                  |
| ---------------------- | ---------------------- | ---------------------- | ---------------------- |
| 1re                    | Deceuninck-Quick Step  | Belgique               | 33 h 22 min 19 s       |
| 2e                     | Team Sunweb            | Allemagne              | + 3 min 02 s           |
| 3e                     | Trek-Segafredo         | États-Unis             | + 5 min 08 s           |
| 4e                     | Ineos Grenadiers       | Royaume-Uni            | + 5 min 34 s           |
| 5e                     | Jumbo-Visma            | Pays-Bas               | + 5 min 48 s           |
| 6e                     | NTT Pro Cycling        | Afrique du Sud         | + 7 min 05 s           |
| 7e                     | Mitchelton-Scott       | Australie              | + 7 min 43 s           |
| 8e                     | AG2R La Mondiale       | France                 | + 9 min 16 s           |
| 9e                     | Bora-Hansgrohe         | Allemagne              | + 9 min 17 s           |
| 10e                    | EF Pro Cycling         | États-Unis             | + 9 min 30 s           |

| Classement par équipes | Classement par équipes | Classement par équipes | Classement par équipes |
| Équipe                 | Équipe                 | Pays                   | Temps                  |
| ---------------------- | ---------------------- | ---------------------- | ---------------------- |
| 1re                    | Deceuninck-Quick Step  | Belgique               | 33 h 22 min 19 s       |
| 2e                     | Team Sunweb            | Allemagne              | + 3 min 02 s           |
| 3e                     | Trek-Segafredo         | États-Unis             | + 5 min 08 s           |
| 4e                     | Ineos Grenadiers       | Royaume-Uni            | + 5 min 34 s           |
| 5e                     | Jumbo-Visma            | Pays-Bas               | + 5 min 48 s           |
| 6e                     | NTT Pro Cycling        | Afrique du Sud         | + 7 min 05 s           |
| 7e                     | Mitchelton-Scott       | Australie              | + 7 min 43 s           |
| 8e                     | AG2R La Mondiale       | France                 | + 9 min 16 s           |
| 9e                     | Bora-Hansgrohe         | Allemagne              | + 9 min 17 s           |
| 10e                    | EF Pro Cycling         | États-Unis             | + 9 min 30 s           |

## Abandons
- Geraint Thomas (Ineos Grenadiers) : non-partant